# Mjellbreen
Der Mjellbreen (norwegisch für Pulverschneegletscher) ist ein 15 km langer Gletscher im ostantarktischen Königin-Maud-Land. Im Gebirge Sør Rondane fließt er zwischen den Bergen Bergersenfjella und Isachsenfjella in nordöstlicher Richtung.
Norwegische Kartografen, die ihn auch benannten, kartierten ihn 1957 anhand von Luftaufnahmen der US-amerikanischen Operation Highjump (1946–1947).